# Meridiana (indicatore)

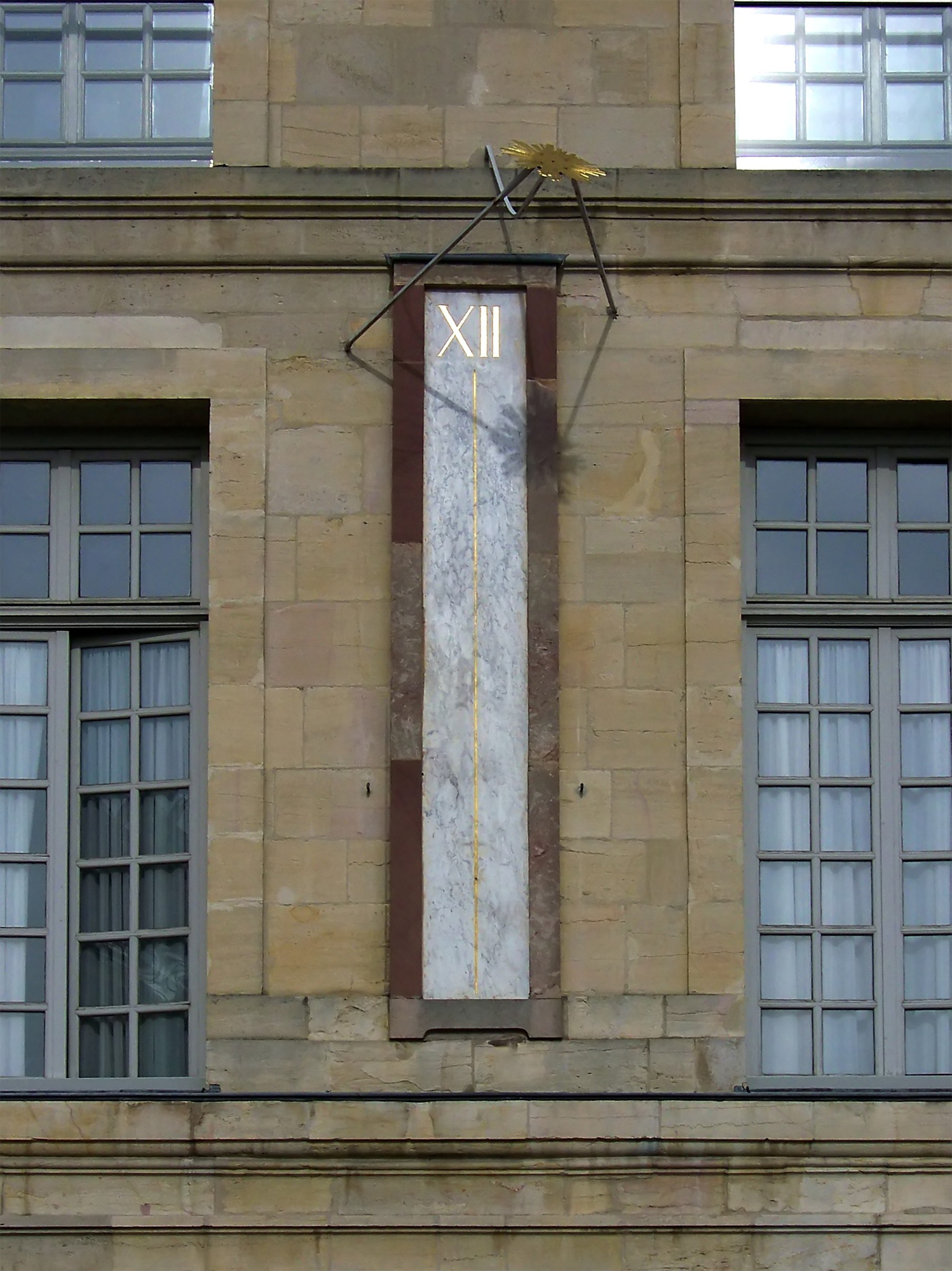
Meridiana che segna mezzogiorno sul Palazzo dei Duchi di Borgogna a Digione

La meridiana in senso proprio è l'indicatore del passaggio del Sole a mezzogiorno.
In alcune vecchie case, in particolare rurali, esiste un particolare segno inciso nel pavimento o sul davanzale di una finestra. La sua funzione è di indicare l'istante del mezzogiorno quando un'ombra lo attraversa. Era in grado di fornire un riferimento orario preciso dove non era disponibile un orologio accurato.
In Italia simili strumenti sono stati installati nei secoli passati in importanti edifici pubblici.

## Meridiane a camera oscura

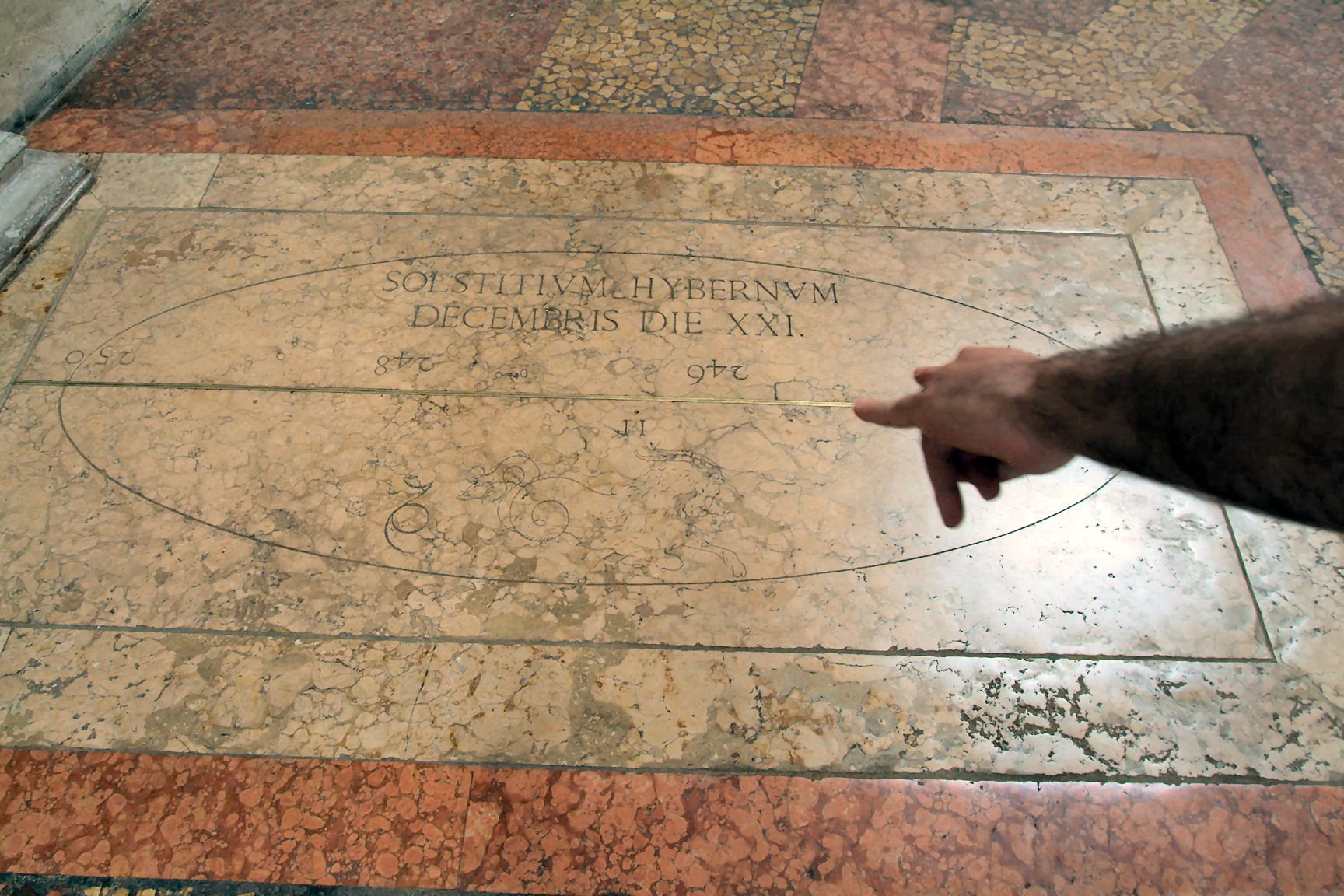
Bologna - Particolare della meridiana di San Petronio

All'interno di chiese e conventi si possono trovare meridiane in cui, invece di un'ombra, a indicare il mezzogiorno è un raggio di luce solare che, penetrando nell'edificio attraverso un foro, cade su una linea corrispondente al meridiano locale segnata sul pavimento.
Esempi di questo tipo di meridiana sono presenti:
- nella chiesa di San Nicolò l'Arena a Catania, dove una striscia di ottone incassata nel pavimento viene illuminata a mezzogiorno (solare) attraverso un foro presente nel soffitto;
- a Napoli, una nel Museo archeologico nazionale e un'altra nel Museo di Capodimonte;
- nella Basilica collegiata di San Sebastiano ad Acireale;
- nella chiesa di San Giorgio a Modica;
- nel duomo di Milano, dove il punto della linea (lunga decine di metri) in cui cade la luce indica il mese dell'anno;
- nella basilica di San Petronio di Bologna, dove la linea, progettata da Giovanni Domenico Cassini e costruita nel 1655, decorre trasversalmente nella navata. Il foro gnomonico da cui la meridiana prende luce è a 27 metri d'altezza, mentre la linea è lunga 67,5 metri;
- nella basilica di Santa Maria degli Angeli e dei Martiri di Roma
- nella parrocchia di San Lorenzo Martire a Formello in provincia di Roma.
- ad Urbino nell'Ex convento di Sant'Agostino, sito in via Saffi e visitabile solo in particolari giornate dell'anno
- a Fossombrone, all'interno del Duomo, nell'esedra di Piazza Mazzini, in fondo a Corso Garibaldi.

## In Oriente
In epoca moderna, in alcuni Paesi orientali, gli uffici postali sincronizzano i propri orologi di riferimento utilizzando una meridiana.